# タムテックギア
タムテックギア(TamTech-Gear)はタミヤが2006年4月に発売した小型のRCカーモデル。
通称は「タムギア」。

## 概要
RTR（"Ready To Run"、組み立て済み）モデルとして開封してすぐ走らせることができるように組立て済み/ボディ塗装済み車両・送信機・バッテリー・充電器が全部梱包された状態で発売。一式揃った状態で手頃な値段な事、1/12又は1/16スケールという小ささ故の扱いやすさと車種が往年の名車の復刻版（オリジナル完全復刻ではなく、シャシーに合うように若干のデザイン変更や構造転換をしている）で、過去にRCを経験したユーザーからは馴染みやすい形となっている。そして、タムテックギアオリジナル車種の発売（ワイルドボア）や近年のタミヤ製1/10RCのタムテックギア化（デザートゲイター）もされている。
また、純正のオプションパーツやサードパーティ製のパーツ、3レーシング製のパーツ等がリリースされ、チューンアップの幅が広がっている。
2010年以降､新製品のリリースはされなかったが､2021年10月にグラスホッパーミニ（GB-01S)12月にマイティーフロッグミニ（GB-01S)2022年4月にはホーネットミニ（GB-01S)が発売されている。

## これまでの動き
- 2006年4月-タムテックギア第1弾となるマイティフロッグを発売。
- 2006年11月-GB-01をトラックバギー（トラギー）仕様に変更した「GB-01T」が追加され、同シャシーはワイルドボアに採用・発売される。
- 2006年12月-初の組み立てキット（プロポ一式・バッテリー・充電器別途購入が必要）として「ポルシェターボRSR 934」が発売された。同時に初のオンロード仕様となる（2007年3月に同車をRTRモデルとしても発売された）。この発売によってタムテックギアにはオフロード仕様とオンロード仕様の2種に拡大。
- 2007年3月-オフロード仕様車としては初となる組み立てキット「タムテックギア GB-01 シャーシキット」が発売。ボディー・メカ類（プロポ等）・バッテリー は付属せず、別途購入が必要。ユーザーが好みのボディーとメカ類を選べるようになっている。
- 2007年6月-フロント部のバンパーを一体化し、ダブルトレーリングサスペンションに変更したシャシー「GB-02」を発表しバギーチャンプに採用。GB-01でもオプションでフロントバンパーを装着することが可能だったが単にバンパーをシャシーフロント下部に取り付ける形の為、装着すると路面とシャシーとの最低地上高が狭くなり走破性が犠牲になってしまっていたが、GB-02ではバンパーを一体化することによって、その犠牲となった走破性を解消する事となった。またダブルトレーリングサスペンションも走破性向上に一役買っている。
- 2007年10月-第47回全日本模型ホビーショーにて同シリーズ初の四輪駆動(4WD)を採用した新オフロードタイプシャシー「GB-03」を発表。同年12月には初のGB-03シャシーを採用したホットショットを発売。
- 2009年6月-ブラックポルシェを限定発売。走行用のポリカーボネートとディスプレイ用インジェクションの2つのボディがセットされ、布製キャリーバッグも同梱。
- 2021年10月-GB-01をアップデートさせた「GB-01S」を追加した「グラスホッパーミニ」を発売

。
- 2021年12月-GB-01S マイティフロッグミニ(2021)発売
- 2022年4月-GB-01S ホーネットミニ(2022)発売

## ラインナップ
価格（税抜）:19,800円～30,800円（RTRモデル）/9,800円～14,800円（組み立てキット）
- マイティフロッグ-1/16スケール
  - 2006年4月1日発売
- ホーネット-1/16スケール
  - 2006年7月1日発売
- フォックスミニ-1/16スケール
  - 2006年7月22日発売
- ワイルドボア-1/16スケール
  - 2006年11月4日発売
- デザートゲイター-1/16スケール
  - 2006年11月18日発売
- ポルシェターボRSR 934-1/12スケール
  - （組立キット）2006年12月23日発売
  - （RTRモデル）2007年3月31日発売
- タムテックギア GB-01 シャーシキット（組立キット）-1/16スケール
  - 2007年3月3日発売
- バギーチャンプ-1/16スケール
  - 2007年6月2日発売
- ポルシェ 934 イエガーマイスター（RTRモデル）-1/12スケール
  - 2007年6月16日発売
- フェラーリ 288 GTO-1/12スケール-
  - （組立キット）2007年7月14日発売
  - （RTRモデル）2007年9月15日発売
- ホットショット（RTRモデル）-1/16スケール
  - 2007年12月22日発売
- カウンタック LP500S-1/12スケール
  - （組立キット）2008年3月1日発売
  - （RTRモデル）2008年3月29日発売
- マルティーニ ポルシェ 935 ターボ（組立キット）-1/12スケール
  - （組立キット）2008年5月31日発売
  - （RTRキット）2008年6月28日発売
- ブラックポルシェ（組立キット）-1/12スケール
  - 2009年6月20日発売
- バギーチャンプ（ブルー）-1/16スケール
  - 2009年12月19日発売(限定販売)
- グラスホッパーミニ（GB-01Sシャーシ）
  - 2021年10月2日発売
- マイティフロッグミニ（GB-01Sシャーシ）
  - 2021年12月18日発売
- ホーネットミニ（GB-01Sシャーシ）
  - 2022年4月23日発売

## シャシー仕様
シャシーはオフロードタイプ(GB)とオンロードタイプ(GT)に大きく2つに別れ、更にオフロードタイプに至っては4種(01/01T/02/03)に派生している。

### GB-01(GB-01T)
- 採用車種
  - マイティフロッグ
  - ホーネット
  - フォックスミニ
  - ワイルドボア(GB-01T)
  - デザートゲイター
  - タムテックギア GB-01 シャーシキット
- 全長：266mm(GB-01T：268mm)
- 全幅：181mm(GB-01T：202mm)
- 全高：90mm(GB-01T：112mm)
- ホイールベース：177mm
- トレッド：F:160mm R:155mm(GB-01T：F:168mm R:164mm)
- タイヤ幅/径：F:21/60.5mm R:26/64mm(GB-01T：F:34/65mm R:38/67mm)
- フレーム：強化樹脂製モノコックタイプフレーム
- 駆動方式：横置きモーターリアドライブ2WD
- デフギヤ：ボールデフ
- ステアリング：3分割タイロッド式
- サスペンション：F/Rともダブルウィッシュボーン
- ダンパー：FR共：フリクションダンパー(シャーシキットはCVAオイルダンパー)
- ギヤ比：10.86:1
- モーター：370タイプ
- その他
  - GB-01TはGB-01をベースに「レーシングダンパーステー」「幅広大径のタイヤ/ホイール」が装備されている。また、GB-01からGB-01Tに変更することもパーツ換装(別途パーツ購入が必要)によって可能。

### GB-01S
2021年から発売された完成モデルに採用されているシャシー(★がある項目はGB-01と同じ)
- 採用車種
  - グラスホッパーミニ
  - マイティフロッグミニ(2021)
  - ホーネットミニ(2022)
- 全長：266mm★
- 全幅：181mm★
- 全高：90mm★
- ホイールベース：177mm★
- トレッド：F:160mm R:155mm★
- タイヤ幅/径：F:21/60.5mm R:26/64mm★
- フレーム：強化樹脂製モノコックタイプフレーム(新型)
- 駆動方式：横置きモーターリアドライブ2WD★
- デフギヤ：プラネタリータイプギヤデフ
- ステアリング：3分割タイロッド式★
- サスペンション：F/Rともダブルウィッシュボーン★
- ダンパー：FR共：フリクションダンパー★
- ギヤ比：10.86:1★
- モーター：370タイプ★
- その他(過去のGB-0xとの相違点等)
  - ステアリングサーボが従来の小型サーボから一般的なサイズのサーボに変更されている。そのためフレームの形状が変更されている
  - ESCと受信機はそれぞれ一体化したユニット、TRE-01
  - 付属のプロポは2.4GHz対応、プロポ本体にノーマル/パワーの2段階スピード調整ボタンを搭載
  - 駆動バッテリーは単三電池4本もしくはタミヤLF1100-6.6Vレーシングパック(Mサイズ)
  - 走行時間は単三電池の場合、ノーマルモードで約60分､パワーモードで約25分走行可能
  - バッテリーコネクタがミニバギー用ミニコネクタからタミヤタイプに変更
  - フルベアリング仕様ではなく前後両側アップライトの軸受けに2個ずつプラベアリングが使われており、OPパーツとしてベアリングが発売されている(OP.2010)

### GB-02
- 採用車種
  - バギーチャンプ
- 全長：278mm
- 全幅：184mm
- 全高：110mm
- ホイールベース：177mm
- トレッド：F:156mm/R:156mm
- タイヤ幅/径：F:22mm/62mm R:28mm/64.5mm
- フレーム：強化樹脂製モノコックタイプフレーム
- 駆動方式：横置きモーターリアドライブ2WD
- デフギア：ボールデフ
- ステアリング：3分割タイロッド
- サスペンション：F:ダブルトレーリング R:ダブルウィッシュボーン
- ダンパー：FR共：フリクションダンパー
- ギヤ比：10.86:1
- モーター：370タイプ

### GB-03
- 採用車種
  - ホットショット
- 全長：310mm
- 全幅：182mm
- 全高：-
- ホイールベース：189mm
- トレッド：FR共：155mm
- タイヤ幅/径：F:26/64mm R:26/64mm
- フレーム：強化樹脂製モノコックタイプフレーム
- 駆動方式：横置きモーターシャフトドライブ4WD
- デフギア：ギアデフ(ボールデフとの互換可能)
- ステアリング：3分割タイロッド
- サスペンション：FR共:ダブルウィッシュボーン
- ダンパー：FR共：フリクションダンパー(フロントはモノショック)
- ギヤ比：10.86:1
- モーター：RK370タイプ
- その他
  - 横置きバッテリー(バッテリー自体は既存のミニバッテリーを採用)
  - 装備されるユニバーサルシャフトは素材をフルプラ化にし軽量化されている(GB-02以前のシャフトは一部金属パーツを使用)
  - 既にGB-01/02向けに発売されているオプションパーツの装着が可能(一部を除く)

### GT-01
- 採用車種
  - ポルシェターボRSR 934(組み立てキット・RTRモデル)
  - ポルシェ 934 イエガーマイスター(RTRモデル)
  - フェラーリ 288 GTO(組立キット・RTRモデル)
  - カウンタック LP500S(組立キット・RTRモデル)
  - マルティーニ ポルシェ 935 ターボ(組み立てキット)
  - ブラックポルシェ(組み立てキット)

(ポルシェターボRSR 934・イエガーマイスターの仕様)
- 全長：355mm
- 全幅：168mm
- 全高：108mm
- ホイールベース：スペーサーの位置変更、フロントロアアームの裏返しをすることで最短190mm～最大204mm変更可能。
  - ポルシェターボRSR 934/ポルシェ 934 イエガーマイスター：190mm
  - フェラーリ 288 GTO/カウンタック LP500S：204mm
- トレッド：F:129mm R:138mm
- タイヤ幅/径：F:20/54mm R:25/55mm
- フレーム：強化樹脂製モノコックタイプフレーム
- 駆動方式：横置きモーターリヤドライブ2WD
- デフギヤ：ボールデフ
- ステアリング：3分割タイロッド式
- サスペンション：前後ともダブルウィッシュボーン
- ギヤ比：10.86:1
- モーター：370タイプ
- その他
  - ボディマウント：ボディの内側にボディマウントを下向きに立て、シャーシに差し込んで裏側からキャッチピンで留めるリバースボディマウント。カウンタックLP500Sには新たにカウンタックのボディをより再現させる(ボディラインの絞り)ためにボディサイド下部をシャシーに固定するフックが装備。

### 共通点
- 標準仕様最高速：約17km/h
- 付属プラピニオンギア：12T/14T/16T/18T(RTRモデルには16Tが装着済み)
- スピードコントローラーはESC仕様(組み立てキットでは別売)
- 専用バッテリーで約30分走行可能(通常走行・満充電時、組み立てキットでは別売)、GB-03は約25分
- フルベアリング仕様
- リアセクション(サスペンションアーム・ユニバーシャルシャフト以外)はGB/GT共通、その他GBに使用されたパーツがGTに流用されている
  - GB-03はモーターマウントとギアボックスの一部、CハブがGB-01から流用されているが、残りのパーツには互換性が無い
- フリクションダンパー(タムテックギア GB-01 シャーシキットはCVAオイルダンパー)

### 相違点
シャシー構造以外の相違点
- タイヤ・ホイール
  - マイティフロッグ/ホーネット/デザートゲイター
    - タイヤ：F:中空リブタイヤ R:中空スパイクタイヤ
    - ホイール：星形を摸した白の形成色ホイール

  - フォックスミニ/タムテックギア GB-01 シャーシキット
    - タイヤ：F:中空リブタイヤ R:中空スパイクタイヤ
    - ホイール：周囲8つの丸穴が開けられた金メッキのホイール(シャーシキットのホイールは白の形成色)

  - ワイルドボア
    - タイヤ：F:リブラグタイヤ R:マイクロピンタイヤ
    - ホイール：幅広の専用ホイール、銀メッキ

  - ポルシェターボRSR 934/ポルシェ 934 イエガーマイスター
    - タイヤ：F/R共にスリックタイヤ
    - ホイール：銀メッキのメッシュホイール(パッケージ絵ではメッシュ部にはゴールドで配色されているが、塗装されず全て銀メッキになっている。ユーザー自身でメッシュ部を塗装する必要がある。ただしRTRモデルのホイールは塗装済み)
    - 標準同梱されていないがスペアパーツとしてインナースポンジが別売りされている

  - バギーチャンプ
    - タイヤ：F/R共にブロックパターン
    - ホイール：星形を摸した銀色(灰色形成色)のホイール

  - フェラーリ 288 GTO
    - タイヤ：F/R共にスリックタイヤ
    - ホイール：銀メッキの5本スポークホイール

## 備考
- 組み立てキット向けに送信機・受信機・ESC・専用サーボ・バッテリー・充電器がセットになった「エクスペックSP タムテックギアドライブセット」が別途発売されている。
- RTRモデル・エクスペックSP タムテックギアドライブセットに付属しているESC・サーボは小型にもかかわらずハイエンドクラスには及ばないが1/10RCに一般的に使われているESC・サーボと引けを取らない性能を持っている。販売価格が安く設定されている事で「おもちゃラジコン(またはトイラジ(トイ・ラジコン))」と思われたくないというメーカー側の思惑がある。またRCメカは取り外しが可能で他社製のRCメカを移植することが可能。
- 4WD化への対応
  - GT系の対応
    - 2007年第46回静岡ホビーショーでカワダ模型からGT-01を4WDにコンバージョンするキットが発表され、同年7月に発売

  - GB系の対応
    - 2007年12月にシャフトドライブ4WDシャシーのGB-03採用車種が発売
- 往年の名車がリリースされているので、「アバンテ」や「ブーメラン」のタムテックギア化などの要望も高い。
- 日本向けパッケージと海外向けパッケージとではバッテリーと充電器の有無の違いがある(日本向けには付属)。